# Kizaru (rapper)
Kizaru, pseudonimo di Oleg Viktorovič Nečiporenko (in russo Олег Викторович Нечипоренко?; Leningrado, 21 maggio 1989), è un rapper russo.

## Biografia
Originario di San Pietroburgo, ha conquistato il grande pubblico con la pubblicazione del terzo album in studio Nazad v budušče, messo in commercio nel 2018 attraverso la Sony Music, che ha esordito nella Eesti Tipp-40 alla 32ª posizione. È riuscito a conquistare risultati maggiori con il disco successivo Karmageddon, reso disponibile l'anno seguente, che ha esordito in top five sia in Estonia che in Lettonia. La traccia Dežavju, contenuta in quest'ultimo disco, è divenuta la prima entrata dell'artista nella classifica dei singoli lettone ed estone, esordendo rispettivamente al 16º e 34º posto. Anche il quinto album in studio Born to Trap ha riscosso successo, fruttando al rapper il suo primo ingresso nella Albumų Top 100 lituana della AGATA, dove si è collocato in top twenty.
A fine 2020 è stato l'artista maschile di maggior successo su Spotify in territorio russo nel corso dell'anno, in seguito al suo lancio avvenuto nel mese di luglio, risultando inoltre l'unico interprete a possedere due dischi nella top five degli album più riprodotti in tale arco di tempo sulla piattaforma. Discorso simile in Bielorussia e Ucraina.
Con l'uscita del disco collaborativo con Big Baby Tape Bandana I ha visto la sua prima numero uno nella Albumų Top 100 della Lituania. La title track ha infranto il record di Lipsi Ha di Instasamka per il brano con il maggior numero di stream raccolti nella Federazione Russa in 24 ore su Spotify, grazie a oltre 440 000 ascolti.

## Discografia

### Album in studio
- 2016 – Mas fuerte
- 2017 – Jad
- 2018 – Nazad v budušče
- 2019 – Karmageddon
- 2020 – Born to Trap
- 2021 – Bandana I (con Big Baby Tape)
- 2022 – First Day Out
- 2022 – Tebja ljubjat tam gde menja net
- 2024 – Quazimodo
- 2025 – Simba

### EP
- 2018 – Lost Tapes (con BMB)
- 2019 – Say No Mo
- 2023 – Gremlin

### Singoli
- 2015 – Nikto ne nužen
- 2016 – Long Way Up
- 2017 – Rano vyros (feat. 044 Rose)
- 2018 – Negodjaj
- 2018 – Sunny Drive (con OG Maco)
- 2018 – Gang (feat. Lil Gnar)
- 2018 – Fishscale (feat. Chris Travis)
- 2018 – DoReMi
- 2019 – Money Long
- 2020 – Drip Catcher
- 2020 – Anime mir
- 2020 – Honey's Kettle (con HoodRich Pablo Juan)
- 2020 – Narcos
- 2020 – Xmas Song
- 2021 – Stick Out (con Big Baby Tape)
- 2021 – Moulin Rouge (feat. Jabo)
- 2022 – Gang Outside (con Milian Beatz e Lil Gotit)
- 2023 – Ne **lan'
- 2023 – Zerkalo
- 2023 – Let's Get It (con Arut)
- 2023 – I ja ves' gorju
- 2024 – 52 & Haunted (con Alblak 52)
- 2024 – Kak veter
- 2024 – Midnight Blues (con Big Moochie Grape)
- 2024 – Jersey Luv
- 2025 – Diamond Tears (con Friendly Thug 52 NGG)
- 2025 – Fake ID (con Icegergert)
- 2025 – Presidential (Majestic)

## Libri
- Dežavju. Bogemskij rėp, soda i ja: Oleg Nečiporenko. AST, 2023, ISBN 978-5-17-139207-9.